# Walter von Christen
Walter von Christen (* 15. Februar 1874 in Werleshausen, Provinz Sachsen; † 16. März 1944 in Wennigsen (Deister), Provinz Hannover) war ein preußischer Verwaltungsbeamter.

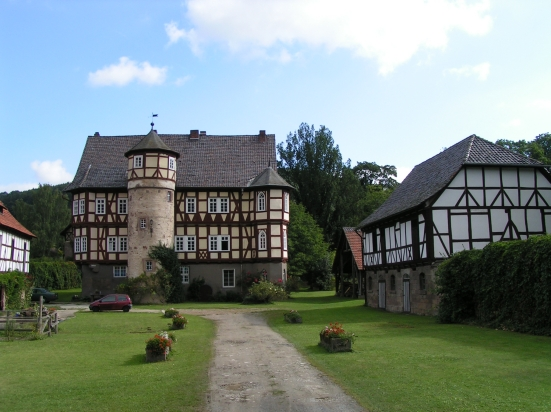
Gutshaus Werleshausen

## Leben
Walter von Christen wurde 1874 auf dem Familiengut Werleshausen bei Witzenhausen in der preußischen Provinz Sachsen geboren. Sein Vater war der Politiker Hermann von Christen, die Mutter Berta Österheld (* 17. August 1849 in Bornhagen; † 22. Dezember 1912 in Werleshausen). Seine Brüder war der Landrat Fritz von Christen sowie der Major a. D. Heino (Heinrich) von Christen. Christen studierte ab 1893 Rechtswissenschaften an der Universität Göttingen und wurde 1894 Mitglied des Corps Hannovera Göttingen. Dort schrieb er seine juristische Dissertation und wurde zum Dr. iur. promoviert.
Als Regierungsassessor wurde er 1908 Landrat des Landkreises Bartenstein in der preußischen Provinz Ostpreußen als Nachfolger von Heinrich von Gottberg, den er bereits seit Oktober 1906 wegen gesundheitlich bedingter teilweiser Dienstunfähigkeit vertreten hatte. 1914 wurde er an die Regierung in Hannover versetzt, wo er als Regierungsrat tätig war. Nach dem Tod seines Vaters war er 1919 Miterbe des Ritterguts Werleshausen bei Witzenhausen an der Werra. Das ehemalige Rittergut befindet sich aufgrund des Wanfrieder Abkommens heute in Hessen.
Walter von Christen heiratete am 11. November 1912 in Königsberg Irmgard Freiin von Printz (* 26. August 1890 in Königsberg; † 6. November 1966 in Wiesbaden), Tochter der Marie Le Tanneux von Saint Paul und des Offiziers Kurt Freiherr von Printz. Irmgard und Walter hatten die Tochter Renate, den Sohn Hans-Henning, Oberstleutnant i. G. a. D., und den Sohn Heino von Christen, der Bodenkundler wurde.

## Genealogie
- Walter von Hueck, Friedrich Wilhelm Euler et al.: Genealogisches Handbuch des Adels. Adelige Häuser B (Briefadel) 1981, Band XIV, Band 78 der Gesamtreihe GHdA, Hrsg. Deutsches Adelsarchiv, C. A. Starke, Limburg an der Lahn 1981, ISBN 3-7980-0778-0, S. 118.
- Gothaisches Genealogisches Taschenbuch der Adeligen Häuser. Zugleich Adelsmatrikel der Deutschen Adelsgenossenschaft. Teil B (Briefadel). 33. Jahrgang. 1942. Justus Perthes, Gotha Ende Oktober 1941, S. 92 f.